# Сучков, Никита Александрович
Никита Александрович Сучков (7 июня 1996 года, Назарово, Красноярский край, Россия) — российский борец вольного стиля, мастер спорта России международного класса, бронзовый призер Чемпионатов России 2017 и 2018 годов, победитель Первенства Европы до 23 лет, победитель XI Международного Турнира серии Гран-При по вольной борьбе памяти Д. Коркина 2018, бронзовый призер Первенства Мира по Вольной борьбе среди юниоров 2016.

## Биография
Родился 7 июня 1996 г. в г. Назарово Красноярского края. Живет в г. Красноярске. С 7 лет занимается вольной борьбой. Представляет Академию Борьбы имени Д.Г. Миндиашвили. Тренируется под руководством своего отца, Заслуженного тренера России, Сучкова Александра Васильевича. 
Школу закончил с отличием, получив аттестат и медаль (2014 г.). В 2018 г. окончил Сибирский Федеральный Университет.

## Достижения
- Чемпионат России по вольной борьбе 2022 — ;
- Первенство Европы по борьбе до 23 лет 2019 — ;
- Чемпионат России по вольной борьбе 2018 — ;
- Чемпионат России по вольной борьбе 2017 — ;
- Первенство мира по борьбе среди юниоров 2016 — ;